# Comité de Desarme de Dieciocho Naciones
El Comité de Desarme de las Dieciocho Naciones (ENCD) fue patrocinado por las Naciones Unidas en 1961. La ENCD consideró el desarme, las medidas de fomento de la confianza y los controles de pruebas nucleares. Entre 1965 y 1968, la ENCD negoció el Tratado sobre la No Proliferación de las Armas Nucleares. 

## Historia
La Asamblea General de las Naciones Unidas (ONU) aceptó la decisión de las principales potencias de crear la ENCD mediante la resolución 1722 (XVI) el 21 de diciembre de 1961. La ENCD comenzó a trabajar el 14 de marzo de 1962 en Ginebra, Suiza, y se reunió regularmente hasta el 26 de agosto de 1969.   En esa fecha, el ENCD se reconstituyó como la Conferencia del Comité de Desarme (CCD). La reunión del 26 de agosto de la ENCD fue la 431 desde su inicio. Poco después de que el ENCD comenzó a trabajar, la Unión Soviética presentó un proyecto de tratado para su consideración. El proyecto de Tratado de la URSS sobre desarme general y completo bajo estricto control internacional fue presentado a la ENCD el 15 de marzo de 1962.  El borrador del tratado soviético era un plan de desarme de 18 puntos en tres etapas que incluía el desarme nuclear y la creación de una organización especial de desarme de la ONU.  Estados Unidos respondió rápidamente con sus propias propuestas el 18 de abril de 1962.  

## Miembros
La ENCD incluía a los miembros originales del Comité de Desarme de las Diez Naciones (TNCD), así como a ocho naciones miembros adicionales. La ENCD en realidad solo incluyó la participación de diecisiete naciones, ya que Francia no participó a título oficial. Sin embargo, estuvieron involucrados en un papel no oficial en consultas con los otros representantes occidentales.
Miembros originales de TNCD: (Bloque occidental) - Canadá, Francia, Gran Bretaña, Italia, Estados Unidos. (Bloque del Este) - Bulgaria, Checoslovaquia, Polonia, Rumania, Unión Soviética.
Naciones agregadas a ENCD: Brasil, Birmania, Etiopía, India, México, Nigeria, Suecia, República Árabe Unida (UAR).

## Resultados y legado
El ENCD (1962–69) fue uno de los varios predecesores de la actual organización de desarme de la ONU, la Conferencia de Desarme (CD). El ENCD siguió al Comité de Desarme de las Diez Naciones de corta duración (1960), y fue sucedido por el CCD (1969–78) hasta que se formó el CD en 1979.  
Después de los eventos de la Crisis de los misiles cubanos en 1962, los líderes de Washington D. C. y Moscú descubrieron que la comunicación entre ellos estaba plagada de cierto retraso. A raíz de la crisis, la ENCD presentó un documento de trabajo titulado "Medidas para reducir el riesgo de guerra por accidente, error de cálculo o falla de la comunicación". En el documento, Estados Unidos propuso un enlace directo de comunicación entre Washington y Moscú. Aunque los soviéticos habían rechazado previamente dicho vínculo fuera del marco de un acuerdo de desarme más amplio en abril de 1963, ambas partes anunciaron su disposición a comprometerse con dicho acuerdo. El acuerdo, generalmente conocido como "Acuerdo de línea directa", se firmó y entró en vigor el 20 de junio de 1963.  Aunque la ENCD ratificó el Acuerdo de la Línea Directa, las negociaciones que realmente condujeron a su implementación ocurrieron fuera de los límites del comité.